# Lepidagathis humifusa
Lepidagathis humifusa är en akantusväxtart som beskrevs av Joseph Decaisne. Lepidagathis humifusa ingår i släktet Lepidagathis och familjen akantusväxter. Inga underarter finns listade i Catalogue of Life.